# Rudka, Cemerivți
Rudka (în ucraineană Рудка) este un sat în comuna Vilhivți din raionul Cemerivți, regiunea Hmelnîțkîi, Ucraina.

## Demografie
Componența lingvistică a localității Rudka
     Ucraineană (98,33%)
     Rusă (1,67%)
Conform recensământului din 2001, majoritatea populației localității Rudka era vorbitoare de ucraineană (98,33%), existând în minoritate și vorbitori de rusă (1,67%).